# Wądroże
Wądroże – wieś w Polsce położona w województwie dolnośląskim, w powiecie lubińskim, w gminie Rudna.

## Położenie
Leży około 6 km na południowy wschód od Rudnej i około 14 km na północny zachód od Ścinawy.

## Podział administracyjny
W latach 1975–1998 miejscowość administracyjnie należała do województwa legnickiego.